# Syntropické zemědělství

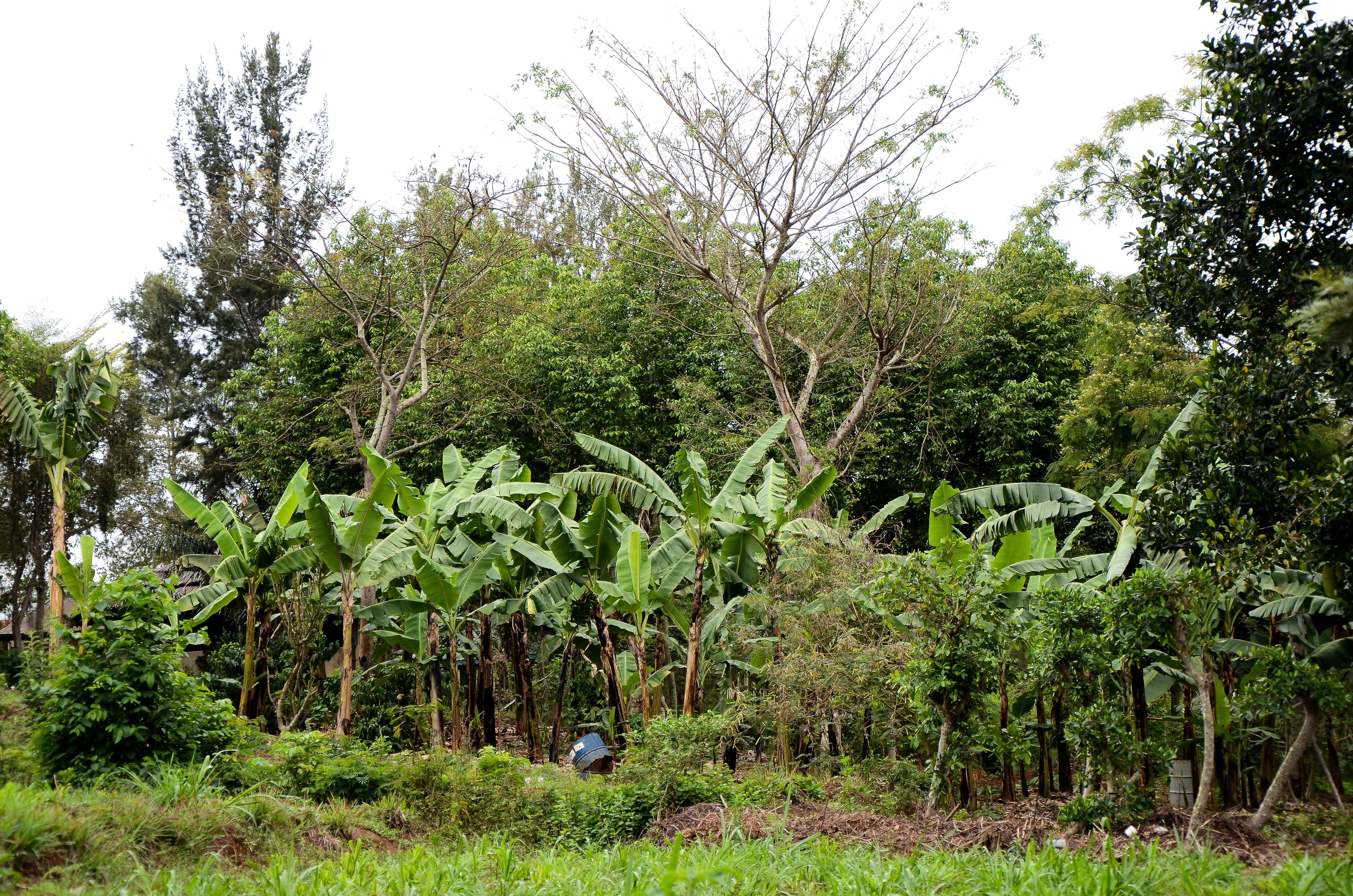
Syntropické zemědělství se na první pohled podobá agrolesnictví, na jedné ploše vedle sebe rostou různé druhy rostlin, včetně stromů.

Syntropické zemědělství je zemědělský systém, který sestává ze zásad a postupů vytvořených švýcarským genetikem a výzkumníkem Ernstem Götschem. Tento způsob hospodaření se snaží respektovat a co nejvíce napodobit přirozené přírodní procesy. Inspiraci nachází ve společném růstu různých rostlin, které se vyskytují na stejném místě, mají odlišně dlouhý životní cyklus a jiné požadavky na světlo a stín. Přesto tyto rostliny žijí ve vzájemné dynamické spolupráci, v rámci které si navzájem poskytují živiny a optimální životní podmínky. 
Jedná se především o účinný způsob regenerace intenzivně využívaných půd, které obsahují málo živin. Rostliny pěstované syntropicky do této půdy naopak živiny dodávají. Aby tento systém byl funkční, je důležité při vysazování rostlin u každého druhu znát určité základní informace. Těmi jsou potřebný prostor (stratifikace), čas (délka životního cyklu) a stádium sukcese, tedy jakou rostlinu zasazuji do jakého stupně sukcese v rámci celého pěstebního systému. 
Syntropické zemědělství má svými praktikami velmi blízko k agrolesnictví, nicméně ho přesahuje svou komplexností a tím, jaké využívá při pěstování zásady a postupy. Pro syntropické zemědělství je tak typické, že nevyužívá žádná hnojiva, postřiky, ani orbu a svého záměru bohaté a plodné vegetace dosahuje akcelerací procesu sukcese. Je proto důležité najít takovou kombinaci rostlin, které budou moci v daných podmínkách přežít, a co víc, akumulovat živiny. Výsledkem tohoto procesu jsou výškově i druhově rozmanité porosty. 

## Syntropie
Samotný pojem syntropie poprvé použil v roce 1942 italský matematik Luigi Fantappiè, který ji popsal jako tendenci komplementární k entropii.  Názvem syntropické zemědělství je tak vyjádřena tendence k vytváření nových komplexních struktur a diferenciaci, která pochází z energie přítomné v biologických systémech.  Götsch tím také vyjadřuje, že tento pěstební systém generuje větší množství energie (v podobě sklizně), než jakou je potřeba do produkce vložit. 

## Vznik
Syntropické zemědělství vyvíjel Ernst Götsch v Brazílii od roku 1984.  Konkrétně v oblasti brazilského státu Bahia, kde se v minulosti rozkládal rozlehlý deštný prales. Avšak v době, kdy na jeho místě rozvíjel Götsch syntropické zemědělství, ustoupil tento prales zemědělským zájmům a těžbě dřeva. Tato vyčerpaná země tak byla ideální pro syntropické zemědělství hned ze dvou důvodů. Tím prvním je, že se jednalo o půdu chudou na živiny a tím druhým, že na tomto místě stále byly zbytky pralesa, které mohly být tímto způsobem obnoveny. 
Götsch nejprve používal metodu selektivního pletí, díky čemuž vedle sebe mohly růst různé druhy, které prosperovaly. Mezi nimi se vyskytovaly i stromy, které po pár letech růstu byly prořezány, což vedlo k další akceleraci růstu rostlin v tomto systému. Popadané větvě pak sloužily jako přirozený mulč pro půdu. Dalším důležitým zjištěním v procesu vytváření syntropického systému bylo i to, že určujícím faktorem pro zdravé a plodné rostliny je složení rostlinných druhů a to, kolik se jich nachází na určité ploše. V rámci složení rostlinných druhů je pak důležité, v jakém pořadí jsou vysazeny a jaká je v tu dobu fáze přirozené sukcese systému.  Díky aplikování těchto postupů se postupně začala měnit struktura a kvalita půdy v brazilské oblasti a po delší době i místní mikroklima.  Již v roce 1993 se pak začalo syntropické zemědělství rozrůstat mezi další brazilské zemědělce a následně i do dalších zemí v Latinské Americe, Karibiku, Evropě, Africe a Oceánii. 

## Základní pěstební principy
Důležitou roli v rámci syntropického zemědělství hraje distribuce rostlin v prostoru, a to jak horizontální, tak vertikální a v neposlední řadě i distribuce v čase, s ohledem na životní cykly. 

### Stratifikace
Každý rostlinný druh zaujímá příslušné patro v rámci vertikálního rozmístění. Cílem je dosáhnout optimálního využití slunečního světla pro všechny rostliny v rámci pěstebního systému. Rostlinná patra jsou v syntropickém zemědělství zpravidla čtyři: vrcholové, vysoké, střední a nízké.  Rozdělení rostlin do pater však není primárně závislé na jejich výšce, ale především na jejich potřebě slunečního svitu, což většinou výšce odpovídá, ale nemusí to být pravidlem. Je třeba tak sázet rostliny patřící do stejného patra dostatečně daleko od sebe, aby se nedostaly do kontaktu dříve než v pokročilé fázi svého růstu. Je však lepší, pokud do vzájemného kontaktu nepřijdou vůbec, aby tak mohl sluneční svit pronikat i do nižších pater. Rostliny, které preferují rozdílná patra, pak mohou růst v bezprostřední blízkosti a případně být regulovány řezem. 

Fáze sukcese, kterými prochází rostliny v rámci syntropického zemědělství. Snahou je co nejdříve dostat se do poslední fáze hojnosti a setrvat v ní co nejdelší dobu, než dojde k návratu do první sukcesní fáze.

### Sukcese
V syntropickém zemědělství se hovoří o třech fázích sukcese, které se odvíjejí od počáteční úrovně plodnosti prostředí. První fáze je kolonizační (fáze bez rostlin, přítomny jsou pouze bakterie, houby a malé formy života), druhá je akumulační (první rostliny, nedostatek vody a živin v ekosystému, který uživí jen drobné živočichy) a pro třetí je typická hojnost (velký tok vody a živin, ekosystém uživí velké živočichy a náročné rostliny). 
V kolonizační fázi se adaptují formy života, které mohou růst v nepříznivých podmínkách a které zlepšují životní podmínky prostředí tím, že rozkládají organickou hmotu. V akumulační fázi systém hromadí uhlík a jsou v něm nízké požadavky na vodu a dusík. V poslední fázi bohatství narůstá biomasa, biodiverzita a genetická variabilita mezi druhy. Tato fáze vystihuje žádoucí podobu syntropického zemědělství, což může v tropickém pásmu nastat už přibližně za dva roky od počátku pěstování podle zásad syntropického zemědělství. Sukcesí se tak vytváří prostředí pro rostliny, které jsou schopny udržet více energie než ty z předchozího stadia. 
Sukcese se však vztahuje i na jednotlivé životní cykly rostlin. Rostlinné druhy se tak dělí na placentární (jednoleté, dvouleté), sekundární (stromy nebo keře s krátkým a středním životním cyklem), klimaxové (stromy s dlouhým životním cyklem), nebo přechodové (stromy s velmi dlouhým životním cyklem).  Mezi placentární druhy se zpravidla řadí zelenina, sekundární a klimaxové jsou nejčastěji již zmíněné stromy. Příznivá sukcese se opakovaně cyklí, dokud neprojde třemi sukcesními fázemi, které byly popsány v předchozím odstavci. 

## Základní pěstební praktiky
V syntropickém zemědělství existují tři klíčové praktiky, které napomáhají udržovat stabilní a funkční systém. Jimi jsou řízená disturbance, pokryv organickým materiálem a výběr správných rostlin, které se při růstu navzájem podporují. 

### Řízená disturbance
Součástí přirozených procesů v přírodě je i dynamické narušování rovnováhy. Příkladem může být okus zvěře nebo polámání stromů silným větrem. V syntropii tuto funkci zastává člověk řízenou redukcí nadzemních částí rostlin. Díky tomuto jevu pak dochází v důsledku různých procesů k vyšší produktivitě rostlin.  Tím nejdůležitějším procesem je vysílání růstových hormonů do pěstebního systému v důsledku řezu.  Zmlazovací řez tak působí na celý systém, ne pouze na dospělou rostlinu. Následně dochází k příznivým změnám v textuře půdy, což má vliv i na množství žádoucích mikroorganismů v ní. Spadané větve ze stromů slouží jako mulč ochraňující půdu a zároveň uvolňují prostor slunci, které se dostane k více rostlinám. 

### Pokryv organickým materiálem
Pokryv zemědělské půdy organickým materiálem má hned několik pozitivních efektů. Jedním z nich je zamezení růstu plevele, k čemuž je potřeba větší množství organické hmoty, přibližně se jedná o 10 cm vrstvu. V průběhu času se tato organická hmota rozkládá a následně působí jako hnojivo. Také chrání zemi před sluncem a je prevencí evaporace, díky čemuž je celý systém méně závislý na pravidelném zavlažování. Organická hmota je důležitá i pro půdní síť, je přínosná pro mikroorganismy, houby a červy. V praxi je ideální dát přímo na půdu dřevo a to přikrýt listy a trávou. 

### Skladba rostlinného společenstva
Rostlinným společenstvem je míněna vegetace, která roste na jednom místě a navzájem se podporuje. Společně pak projde i všemi fázemi sukcese. Je tak důležité vědět, jak rychle budou vybrané rostliny dospívat v průběhu času, k čemuž je potřeba znát jejich životní cykly. 

## Jak vypadá funkční systém?
Funkční syntropický systém se liší podle prostředí, ve kterém se tímto způsobem hospodaří. A to především proto, že je třeba použít rozdílné rostlinné druhy s ohledem na rozdílné klima. Většina stěžejních principů a jejich návaznost je však stejná. Základem je půda, která by ideálně neměla vysychat, ani být obracena z důvodu nežádoucího mísení různých vrstev. Ideální je tak obeskládat ji dřevem, které tvoří optimální prostředí pro vytváření myceliárních sítí. Ty jsou důležité pro přenášení živin, informací a obranných látek mezi rostlinami. Prvotní klíčící rostlinky podporují růst pomaleji klíčících rostlin, zároveň svými listy poskytují v této fázi žádoucí stín. S většími rostlinami se systém dále vyvíjí. V průběhu tohoto procesu dozrávají plody cílových rostlin, které lze průběžně sklízet.  Součástí systému jsou v tuto chvíli i rostliny, které neposkytují žádné plody, ale mají svou funkci jako biomasa. Po uběhnutí počátečních let se systém stává poměrně autonomním. Syntropické zemědělství spoléhá na schémata výsadby, která jsou tvořena navzájem se podporujícími rostlinnými společenstvy. Některé druhy rostlin jsou přítomny jen na začátku procesu, jiné pouze v pozdějších fázích růstu. Zpravidla funkční společenství nejprve produkuje zeleninu, později ovoce a v poslední fázi poskytuje dřevo. Následně může vstoupit do nového cyklu. 

#### Výhody syntropického zemědělství
- navyšování biodiverzity [7]
- navyšování úrodnosti půdy [7]
- nízké náklady (nejsou vyžadována hnojiva, pesticidy, herbicidy, ani těžká technika) [7]
- vysoké výnosy [6]
- maximální využití prostoru [6]
- vysoká míra zadržování vody v systému [6]
- resilientní rostliny vůči chorobám a škůdcům [6]

#### Nevýhody syntropického zemědělství
- maximální výnosy nastávají později v porovnání s konvenčním pěstováním [6]
- sytropická farma může působit chaotickým dojmem [6]
- osvojení si těchto postupů vyžaduje čas a chuť se neustále učit [6]
- rostliny vyžadující vysoké množství slunečního svitu mohou v syntropickém zemědělství růst přibližně pouze čtyři roky [6]

## Syntropické zemědělství v oblasti mírného klima
Přestože syntropické zemědělství vzniklo v oblasti s tropickým podnebím, může být uplatněno i v jiných podnebných pásech. Pokud bychom chtěli plodiny pěstovat syntropicky v pásmu s mírným klima, je třeba brát ohled na dva zásadní faktory. Mezi ně se řadí mnohem kratší vegetační období z důvodu studenějšího a suššího klima a také potřeba pracovat s odlišnými rostlinnými druhy, které zpravidla nebývají tak různorodé jako v tropických oblastech.  Neexistuje tak jednoduchý návod, který by bylo možné aplikovat na všechny klimatické podmínky. Naopak je potřeba pro úspěšné hospodaření mít hlubokou znalost pěstebních zásad a postupů syntropického zemědělství.  Ty jsou poté aplikovány na místní biotop. Je tedy důležité znát i ekologické niky rostlin, které mají být pěstovány nebo nahrazeny v daném prostředí, také vzájemné působení těchto rostlinných druhů a v neposlední řadě i jejich působení na ostatní prvky společenstva. 
V evropském kontextu může být překážkou pro tento pěstební systém také legislativa, která nepodporuje pěstování stromů na zemědělských pozemcích. Navíc se jedná o komplexní systém, v rámci kterého je třeba mít dostatečné znalosti o pěstování různých rostlin, a to včetně zmiňovaných stromů.  Mezi další potenciální překážky se řadí i nedostatečná znalost syntropického zemědělství v dané oblasti, nedostatečné technologie pro tyto pěstební postupy, které mohou odrazovat především větší podniky, a také minimální podpora ze stran větších institucí. 